# روس‌نیفته‌گاز
روس‌نیفته‌گاز (انگلیسی: Rusneftegaz) شرکت نفت و گاز روس است، که در سال ۲۰۰۵ تأسیس شد.